# José Ruy Gonçalves Lopes
Dom José Ruy Gonçalves Lopes, OFMCap, O.S.A. (Feira de Santana, 6 de agosto de 1967) é um bispo católico brasileiro. Foi o segundo bispo de Jequié e é o quinto bispo de Caruaru.

## Biografia
Nasceu em 06 de agosto de 1967, em Feira de Santana, Bahia. Em 1984, aos 17 anos, ingressou no seminário da Ordem dos Frades Menores Capuchinhos, onde professou os votos perpétuos em em 10 de janeiro de 1988 e foi ordenado presbítero no dia 5 de dezembro de 1993 em sua cidade natal. 
Estudou filosofia e teologia na Universidade Católica do Salvador cursou a pós-graduação em teologia moral na Faculdade de Teologia Nossa Senhora da Assunção, na Arquidiocese de São Paulo.
Foi pároco em Valéria e capelão no Leprosário de Águas Claras, em Salvador. Foi ainda definidor provincial e ecônomo provincial. Posteriormente foi ministro provincial e vice-presidente da Conferência dos Capuchinhos do Brasil. Era diretor do Colégio Santo Antônio quando foi nomeado bispo de Jequié.
Em 04 de julho de 2012, foi nomeado pelo Papa Bento XVI, Bispo Diocesano de Jequié e recebeu a ordenação episcopal aos 07 de setembro do mesmo ano, na Basílica de Nossa Senhora da Conceição da Praia, tendo como ordenante principal, seu confrade e Bispo de Salgueiro, Dom Frei Magnus Henrique Lopes. Em 18 de julho de 2019, o Papa Francisco o nomeou Bispo de Caruaru, transferindo-o de Jequié. 
Em 9 de maio de 2025, foi afiliado à Ordem de Santo Agostinho, passando a ser confrade agostiniano e franciscano.

## Ordenações episcopais
- Dom Antônio Tourinho Neto
- Dom Vítor Agnaldo de Menezes